# NXT TakeOver: Dallas
NXT TakeOver: Dallas è stato il nono show della serie NXT TakeOver, prodotto dalla WWE per il roster, NXT, e trasmesso in diretta sul WWE Network. L'evento si è tenuto il 1º aprile 2016 al Kay Bailey Hutchinson Convention Center di Dallas (Texas).
NXT TakeOver: Dallas è andato in onda due giorni prima di WrestleMania 32, diventando così il primo show della serie NXT TakeOver ad essere trasmesso durante il week-end che conduce allo Showcase of Immortals.

## Storyline
La serie di NXT TakeOver, riservata ai lottatori di NXT, settore di sviluppo della World Wrestling Entertainment (WWE), è iniziata il 29 maggio 2014, con lo show tenutosi alla Full Sail University di Winter Park (Florida) e trasmesso live sul WWE Network.
L'evento ha ottenuto un enorme successo di pubblico, tanto da avere diversi seguiti nel corso dei mesi successivi. In particolare sono da ricordare NXT TakeOver: Brooklyn, il primo show della serie tenutosi in una città diversa da Winter Park, ed NXT TakeOver: London, il primo a svolgersi al di fuori degli Stati Uniti.
NXT TakeOver: Dallas è stato il nono show della serie NXT TakeOver, il primo del 2016.

## Risultati
| # | Match                                                                                                   | Stipulazioni                                   | Durata |
| - | --- | ---------------------------------------------- | ------ |
| 1 | American Alpha (Chad Gable e Jason Jordan) hanno sconfitto The Revival (Dash Wilder e Scott Dawson) (c) | Tag Team match per l'NXT Tag Team Championship | 15:11  |
| 2 | Austin Aries ha sconfitto Baron Corbin                                                                  | Single match                                   | 10:43  |
| 3 | Shinsuke Nakamura ha sconfitto Sami Zayn                                                                | Single match                                   | 20:07  |
| 4 | Asuka ha sconfitto Bayley (c) per KO tecnico                                                            | Single match per l'NXT Women's Championship    | 15:25  |
| 5 | Finn Bálor (c) ha sconfitto Samoa Joe                                                                   | Single match per l'NXT Championship            | 16:22  |